# Зорг-ен-Хоп (аеропорт)
Аеропорт Зорх-ен-Хоп (IATA: ORG, ICAO: SMZO) — аеропорт, що обслуговує авіацію загального призначення в столиці Суринаму — Парамарибо. Аеропорт знаходиться за 3 кілометри (1,9 милі) на захід від річки Суринам, між міськими кварталами Зорг-ен-Хоп і Флора.
Довжина злітно-посадкової смуги включає зміщений поріг 200 метрів (660 футів) на злітно-посадковій смузі 11. Аеропорт підходить для чартерних і регулярних рейсів з малими літаками, а також для польотів на гелікоптерах. З аеропорту підтримується сполучення з кількома невеликими аеропортами у внутрішніх районах Суринаму, а також для чартерних рейсів до Карибського басейну. Єдине регулярне міжнародне сполучення здійснюється до Джорджтауна (столиця Гаяни) авіакомпаніями Trans Guyana Airways і Gum Air з малими гвинтовими літаками.
Авіакомпанії, що експлуатують реактивні літаки, обслуговують Парамарибо через основний міжнародний аеропорт Йохана Адольфа Пенгеля, розташованого за 45 кілометрів (28 миль) на південь від міста Зандерій.